# Dlouhý Újezd
Dlouhý Újezd (deutsch Langendörflas) ist eine Gemeinde in Tschechien. Sie liegt drei Kilometer südlich von Tachov in einer Höhe von 527 m ü. M. im Oberpfälzer Wald (Český les).

## Geschichte
Die erste Erwähnung von Langendörflas stammt aus dem Jahre 1361. Der Ort war Teil des Tachauer Vasallenverbands. Die kleine Burg wurde im Mittelalter in ein Schlösschen umgebaut.
Von 1766 bis 1850 gehörte das Dorf zur Grundherrschaft Tachau, wohin es auch eingepfarrt war. Der Ort verfügt über einige Steinmetzarbeiten des Steinmetzmeisters Georg Böhm aus Studánka (Schönbrunn).
In dem Ort war eine kleine jüdische Gemeinde ansässig, im 18. und 19. Jahrhundert bestand eine Synagoge. Dlouhý Újezd besitzt einen erhaltenen jüdischen Friedhof, der im 18. Jahrhundert angelegt wurde und an die jüdische Einwohnerschaft erinnert. 1939 lebten in dem Ort 629 Menschen.
Nach dem Münchner Abkommen wurde der Ort dem Deutschen Reich zugeschlagen und gehörte bis 1945 zum Landkreis Tachau.

## Sehenswürdigkeiten
- Jüdischer Friedhof